# Gustavo Díaz Ordaz
Gustavo Díaz Ordaz Bolaños (San Andrés Chalchicomula —hoy Ciudad Serdán—, Puebla, 12 de marzo de 1911-Ciudad de México, 15 de julio de 1979) fue un abogado y político mexicano que se desempeñó como presidente de México del 1 de diciembre de 1964 al 30 de noviembre de 1970.
En su gestión presidencial la economía nacional tuvo uno de sus mayores crecimientos de un orden de entre 6 al 8% del producto interno bruto (PIB) y la inflación (2.7%) se mantuvo en mínimos que no volverían a tenerse en el país en las siguientes décadas. También se celebraron los mayores eventos deportivos internacionales en el país, los Juegos Olímpicos de México 1968 y la Copa Mundial de Fútbol de 1970.[cita requerida]
Según conclusiones de la fiscalía mexicana dadas a conocer durante el sexenio del presidente Vicente Fox, Díaz Ordaz ordenó la represión sistemática al movimiento estudiantil de 1968 y el operativo militar denominada Operación Galeana que desencadenó la Masacre de Tlatelolco, dejando un número indeterminado de muertos, heridos y detenidos. También es responsable junto con su sucesor, Luis Echeverría Álvarez, de la persecución de movimientos de carácter izquierdista, tanto armados como pacíficos.[cita requerida]
Según documentos desclasificados oficialmente en 2017 pero previamente revelados por Philip Agee, Gustavo Díaz Ordaz, al igual que su antecesor Adolfo López Mateos, fue reclutado por la CIA, con la que colaboró bajo el nombre en clave Litempo-23.

## Biografía

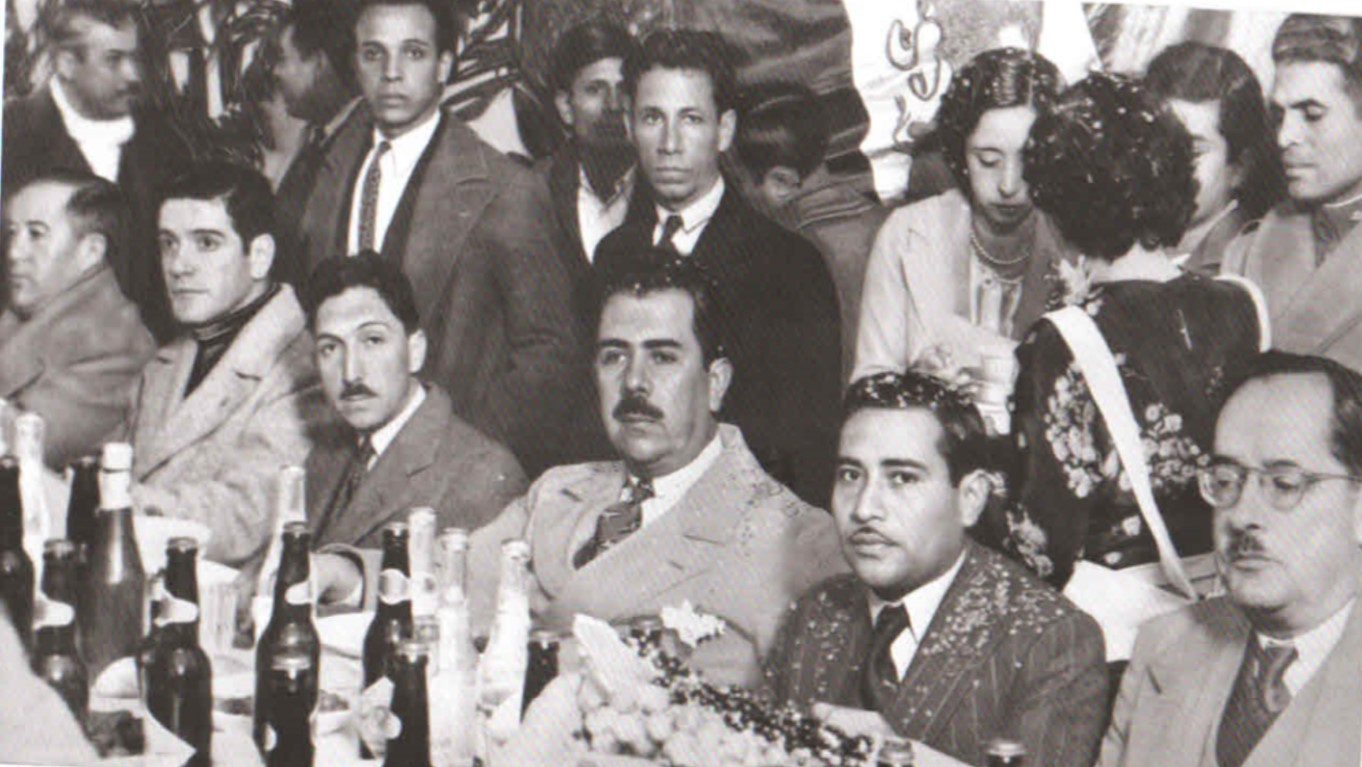
Un joven Díaz Ordaz en 1938, detrás del Presidente de la República Lázaro Cárdenas. También aparecen los futuros presidentes Manuel Ávila Camacho y Miguel Alemán Valdés.

Gustavo Díaz Ordaz Bolaños nació el 12 de marzo de 1911 en la entonces llamada San Andrés Chalchicomula —hoy Ciudad Serdán— en el estado de Puebla; hijo de Ramón Díaz Ordaz Redonet y de Sabina Bolaños Cacho. Tuvo dos hermanos mayores, Ramón (nacido en 1905) y María (nacida en 1908), y luego tuvo dos hermanos menores, Ernesto y Guadalupe.
Las familias Díaz Ordaz y Bolaños Cacho eran de gran raigambre en el estado de Oaxaca, de donde ambos eran originarios. Ramón Díaz Ordaz era nieto del héroe liberal José María Díaz Ordaz, quien encabezó en Oaxaca a los liberales frente a las fuerzas conservadoras durante la Guerra de Reforma, se desempeñó como Gobernador del estado intermitentemente entre 1857 y 1860 y murió asesinado en circunstancias no aclaradas en Santo Domingo del Valle —llamada posteriormente en su honor Villa Díaz Ordaz— en 1860. Uno de los hermanos de su madre, Miguel Bolaños Cacho, fue gobernador de Oaxaca en 1902 y luego de 1912 a 1914, otros varios miembros de la familia Bolaños Cacho también llegarían a ocupar cargos destacados en la política local y nacional.
Lejanamente emparentado con Porfirio Díaz y siendo descendiente de un héroe de la Reforma, Ramón Díaz Ordaz ocupó diversos cargos políticos entre los que estuvo el de Jefe Político del distrito poblano de Chalchicomula en el que se desempeñaba al nacer su hijo Gustavo; sin embargo, el estallido y triunfo de la Revolución mexicana barrió con la estructura burocrática porfirista y dejó a la familia Díaz Ordaz en graves problemas económicos por haber perdido gran parte de sus propiedades. Tras haberse trasladado temporalmente a Jalisco, retornaron a Oaxaca, donde Gustavo Díaz Ordaz realizó sus estudios básicos e ingresó al célebre Instituto de Ciencias y Artes de Oaxaca a estudiar la preparatoria; sin embargo, la falta de empleo e ingresos económicos llevó a la familia a emigrar definitivamente a la ciudad de Puebla de Zaragoza.

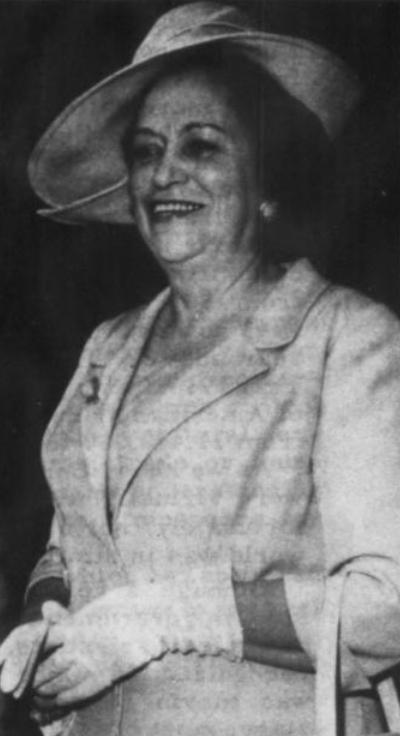
Guadalupe Borja Osorno, la esposa de Díaz Ordaz

Díaz Ordaz se casó Guadalupe Borja Osorno en 1937. Ellos tuvieron tres hijos: Gustavo, María Guadalupe, y Alfredo.
En Puebla ingresó al Colegio del Estado de donde egresó a los 26 años habiendo obtenido el título de abogado. Desempeñó varios cargos públicos en su división administrativa natal, entre los que estuvo el de presidente de la Junta Federal de Conciliación y Arbitraje y magistrado del Supremo Tribunal de Justicia del Estado de Puebla. En estos cargos llamaría la atención del entonces gobernador y cacique poblano Maximino Ávila Camacho, quien a partir de entonces lo impulsaría en su carrera política.
Por nombramientos de Ávila Camacho llegaría primero a la vicerrectoría de la Universidad de Puebla y luego a ser secretario general de Gobierno en la administración del gobernador Gonzalo Bautista Castillo, sucesor de Maximino pero que se encontraba bajo el dominio político de este. En 1943 fue postulado y elegido diputado federal a la XXXIX Legislatura en representación del Distrito 1 de Puebla y al terminar este cargo en 1946 pasó a ser senador por su estado en el periodo comprendido entre ese año y el de 1952. En las Legislaturas XL y XLI en que fungió como senador, coincidió en dicha corporación con personajes como Adolfo López Mateos, Alfonso Corona del Rosal o Donato Miranda Fonseca, con los que posteriormente desarrollaría alianzas políticas de importancia.
El 1 de diciembre de 1952 el nuevo presidente Adolfo Ruiz Cortines lo nombró director general jurídico de la Secretaría de Gobernación y algunos meses después pasó a ocupar la Oficialía Mayor de la misma dependencia; aunque ambos cargos no eran netamente políticos, el titular de la Secretaría, Ángel Carvajal Bernal, y su subsecretario, Fernando Román Lugo, eran enemigos políticos y prácticamente no se hablaban, en consecuencia muchos de los conflictos manejados por la secretaría tuvieron que ser resueltos por Díaz Ordaz.
El 1 de diciembre de 1958 asumió la Presidencia de México Adolfo López Mateos, con quien lo unía una cercana relación desde que ambos eran senadores, y desde ese día lo nombró titular de la Secretaría de Gobernación. Ocupó dicho cargo hasta que por instrucciones del mismo López Mateos fue postulado candidato del PRI a Presidente de México el 15 de noviembre de 1963.

### Elección de 1964

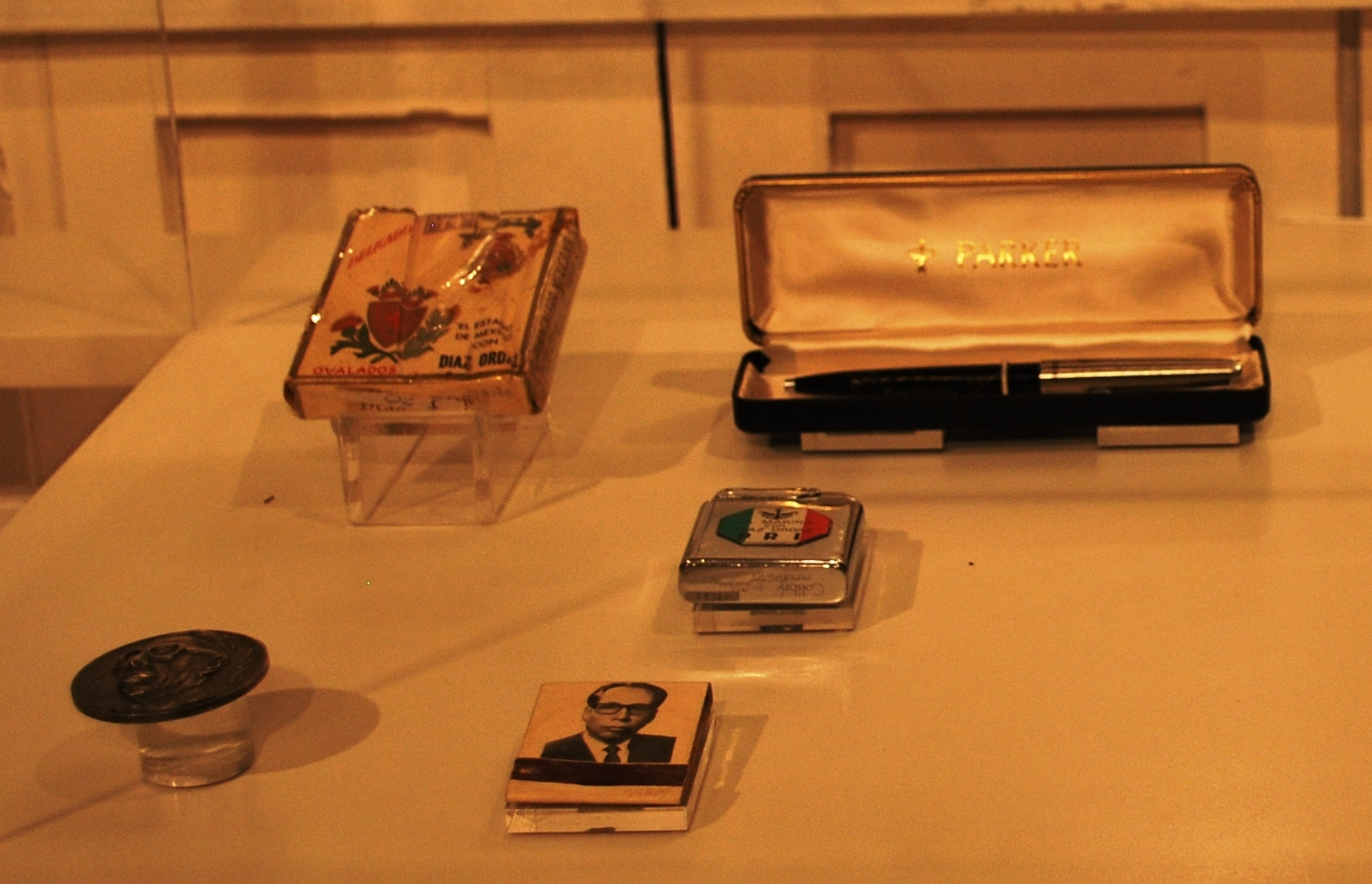
Objetos de la campaña presidencial de Díaz Ordaz

Díaz Ordaz fue elegido como el candidato del PRI para los elecciones presidenciales de 1964 en el 17 de noviembre de 1963. En discursos durante su campaña, se declaró "Siervo de la Nación", y citó a José María Morelos como su inspiración.
El 5 de julio de 1964, antes de las 08:00 horas (UTC -5), llegaron reporteros y fotógrafos al domicilio de Díaz Ordaz en Jardines del Pedregal para acompañarlo durante los comicios a la casilla número 25 del distrito 22 del Distrito Federal siendo uno de los primeros de emitir su voto en dicha casilla a las 08:30 horas junto a su esposa Guadalupe e hijo Gustavo. Su voto fue a favor del general revolucionario Adrián Aguirre Benavides.
Díaz Ordaz ganó las elecciones presidenciales con 88.8% del voto popular. Su oponente, José González Torres del PAN, obtuvo 10.9%.

## Presidente de México
El 1 de diciembre de 1964, Díaz Ordaz asume la presidencia de la República.

### Economía

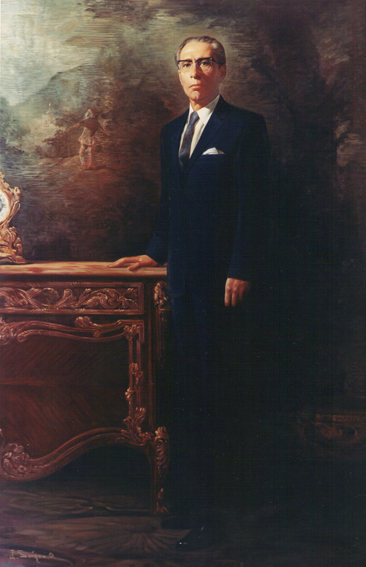
Retrato del presidente Díaz Ordaz, c. 1964-1969

El gobierno de Díaz Ordaz fomentó el desarrollo económico de México, siguió el modelo del "desarrollo estabilizador". El PIB nacional se mantuvo en un crecimiento de entre el 6 y el 8%, y la inflación se sostuvo en niveles bajos en un 2.7%, el cual contrastaría con el de su sucesor, Luis Echeverría Álvarez, un promedio del 15%. Pese a dicho crecimiento económico, la desigualdad de ingreso entre las clases sociales del país y los entornos urbano y rural, así como los niveles de desempleo, no se contuvieron.
Durante la presidencia de Díaz Ordaz amplió la petroquímica y el servicio eléctrico. Se crearon el Instituto Mexicano del Petróleo, ocho plantas de refinería, presas y torres de comunicaciones en diversas partes del país, ocho aeropuertos, y una importante red carretera.
También se completó la construcción de la Línea 1 del Metro de la Ciudad de México. Díaz Ordaz se inauguró la línea en el 4 de septiembre de 1969 con Alfonso Corona del Rosal, el Jefe del Departamento del Distrito Federal. Ese mañana, Díaz Ordaz se convirtió en el primer pasajero del Metro de la Ciudad de México.

### Actuación en el movimiento de 1968 en México

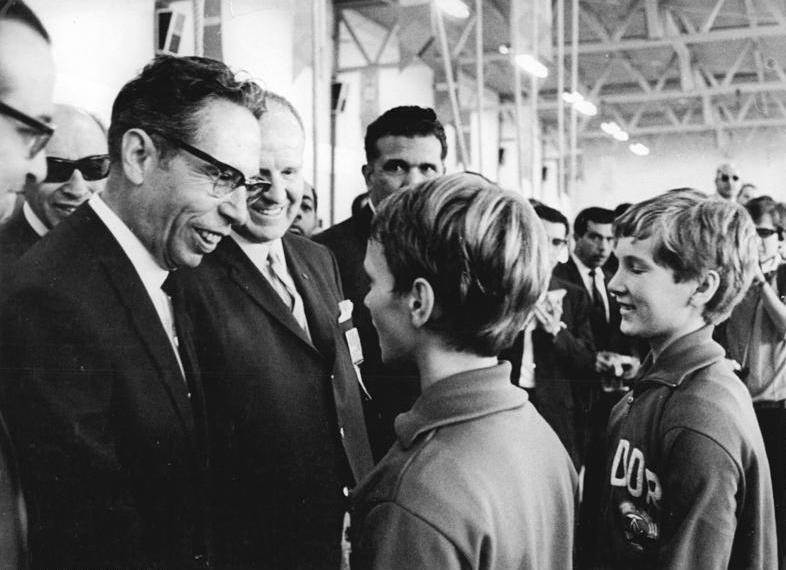
Díaz Ordaz en los Juegos Olímpicos de 1968 en México.

Durante su mandato, ordenó represión a los movimientos sociales, especialmente a las protestas estudiantiles como el movimiento de 1968 en México. La fiscalía mexicana determinó en una investigación posterior que desde el gobierno de Díaz Ordaz se realizaron detenciones ilegales, maltratos, torturas, persecuciones, desapariciones forzadas, espionaje, criminalización, homicidios y ejecuciones extrajudiciales con el fin de extinguir al movimiento social presente en Ciudad de México y algunos de los estados de la república.
Aunque décadas después se sabría que esto era falso, Díaz Ordaz basó sus acciones en la hipótesis de la conexión entre el movimiento estudiantil y el comunismo internacional, y que desde dicho sector se buscaría la realización de actos de sabotaje a los juegos olímpicos. Díaz dio información falsa a la Embajada de los Estados Unidos en México y a la Agencia Central de Inteligencia de ese país, de la cual era informante. Según esta versión apócrifa, el movimiento derivaría en una revolución de ideología comunista que sería apoyada por la Unión Soviética, Cuba y China. Esta versión se encuentra presente en informes policiacos del Departamento del Distrito Federal y la Dirección Federal de Seguridad luego de los Enfrentamientos del 26 y 27 de julio de 1968, lo cual desencadenó una fuerte represión contra las organizaciones locales comunistas más visibles: el Partido Comunista Mexicano y la Central Nacional de Estudiantes Democráticos, cuyas oficinas fueron allanadas y sus miembros, detenidos arbitrariamente el mismo 27 de julio.
Tal hipótesis se supo en Estados Unidos al menos desde septiembre de 1968. El gobierno de México, con la complicidad de los Estados Unidos, implementó una campaña en medios de comunicación para reforzar la idea de la "conjura comunista" en la población, tendiente a justificar una represión a gran escala que exterminara, entonces, con un movimiento caracterizado como un riesgo a la seguridad nacional y a la soberanía.

El estado mexicano caracterizó a dos sectores de la población, estudiantes y comunistas, como un problema de Seguridad Nacional y debían, por tanto, ser tratados con la misma estrategia de persecución y exterminio.
FEMOSPP, "Informe..." pp. 24

En su cuarto informe de gobierno el 1 de septiembre de 1968, Díaz asoció ante el congreso mexicano el descontento social con intentos de sabotaje a los juegos olímpicos de México 1968. "Los desórdenes juveniles que ha habido en el mundo han coincidido con frecuencia con la celebración de un acto de importancia en la ciudad donde ocurren; en Punta del Este, Uruguay, ante el anuncio de la reunión de los presidentes de América, se aprovechó a la juventud estudiantil para provocar graves conflictos". Por tanto anunció que no toleraría ningún esfuerzo por restar "lucimiento" a los juegos olímpicos. Argumentó que en la actuación estudiantil influían causas externas al país, ya que se realizaban "calca de los lemas usados en otros países, las mismas pancartas, idénticas leyendas, unas veces en simple traducción literal, otras en absurda parodia". "El se mostró profundamente ofendido por la toma de la catedral y por el izamiento de un estandarte rojinegro en el asta bandera del Zócalo", informó a los Estados Unidos el entonces embajador de ese país en México, Fulton Freeman.
La orden final dada por Díaz Ordaz culminó en la implementación del operativo militar llamado Operación Galeana, que culminó en la matanza de la Plaza de las Tres Culturas (Tlatelolco, Ciudad de México) el 2 de octubre de 1968, convirtiéndose así en responsable intelectual, junto con sus secretarios de Gobernación (Luis Echeverría Álvarez) y de la Defensa Nacional (Marcelino García Barragán), del asesinato, detención y desaparición de varias centenas de estudiantes. En el operativo participaron la Secretaría de Gobernación, el Ejército Mexicano, la Policía Secreta y un cuerpo paramilitar formado específicamente para la represión a este movimiento llamado Batallón Olimpia.
El 1 de septiembre de 1969 declaró en su quinto informe de gobierno al Congreso:

Por mi parte, asumo íntegramente la responsabilidad personal, ética, social, jurídica, política e histórica, por las decisiones del gobierno en relación con los sucesos del año pasado
Gustavo Díaz Ordaz, 1 de septiembre de 1969.

Su sucesor en la presidencia, Luis Echeverría, declaró a Jorge G. Castañeda en el libro La Herencia:

Porque cuando me preguntan ¿usted mandó a los soldados a Tlatelolco? siempre contesto: "No, el comandante supremo era él, yo no lo fui hasta el día primero de diciembre de 1970."
Luis Echeverría

### Política exterior

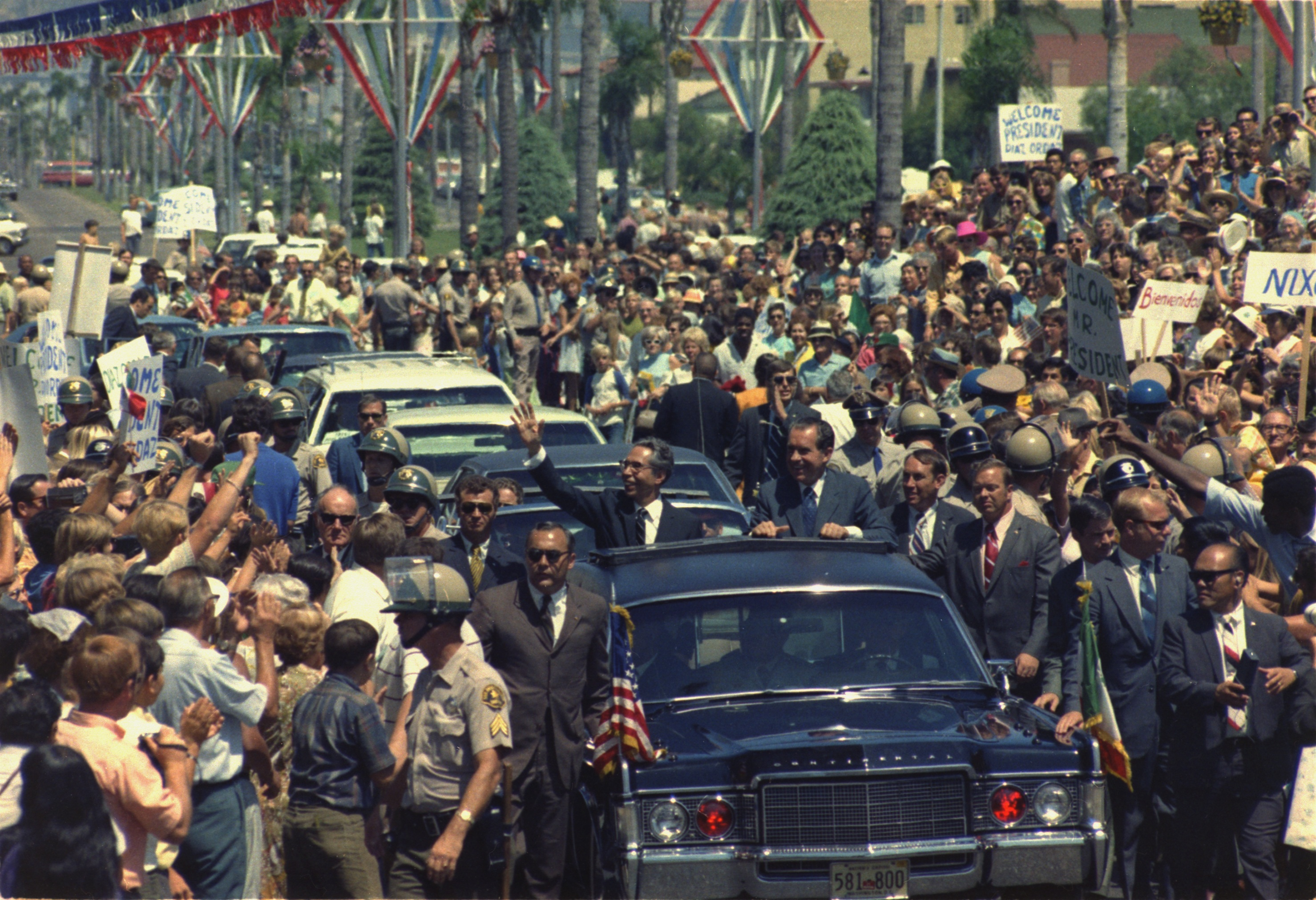
El presidente mexicano Gustavo Díaz Ordaz (izquierda) con el presidente estadounidense Richard Nixon durante un recorrido en automóvil en San Diego, California.

En 1965, Díaz Ordaz fue un crítico de la ocupación estadounidense de la República Dominicana durante la Guerra civil dominicana. También fue un crítico de la formación de la Fuerza Interamericana de Paz. El 28 de octubre de 1967, Díaz Ordaz se reunió con el presidente estadunidense Lyndon B. Johnson en Ciudad Juárez, Chihuahua. Johnson hizo la entrega del área fronteriza de El Chamizal, en disputa desde el siglo XIX.
Díaz Ordaz fue un presidente destacado por sus sentimientos anticomunistas. Sin embargo, mantuvo relaciones diplomáticas positivas con Cuba comunista y su líder Fidel Castro, en el estilo de su predecesor, Adolfo López Mateos.
El 14 de febrero de 1967, se firmó en la capital de la República, bajo su auspicio, el denominado Tratado de Tlatelolco, del que habría de surgir el Organismo para la Proscripción de Armas Nucleares de América Latina (OPANAL).
El 8 de septiembre de 1969, Díaz Ordaz, con el presidente estadounidense Richard Nixon, inauguró la Presa de la Amistad en Texas.

### Fin de la presidencia
El 8 de noviembre de 1969, Díaz Ordaz designó a Luis Echeverría Álvarez como el candidato presidencial en las elecciones de 1970. El 1 de diciembre de 1970, Echeverría le sucedió en la presidencia.

## Pospresidencia
En los años inmediatamente posteriores al final de su presidencia, Díaz Ordaz se retiró de la vida pública. No hizo declaraciones públicas durante la presidencia de Echeverría y no se involucró en política. Según su hijo Gustavo, expresidente Díaz Ordaz se abstuvo de leer periódicos después para evitar leer críticas a su presidencia.
En abril de 1977, se le nombró embajador en España, al reanudarse las relaciones diplomáticas entre ambos países, tras 38 años de interrupción de las mismas, a raíz de la instauración del régimen franquista. Pocos meses después, renunció a su cargo, debido a las críticas que recibió tanto en México como en España por los acontecimientos en Tlatelolco. Díaz Ordaz también renunció debido a sus crecientes problemas de salud.
Además fue cuestionado por su supuesta relación sentimental con la actriz y cantante Irma Serrano.

## Fallecimiento
Murió el 15 de julio de 1979 en la Ciudad de México, por causas de un cáncer de colon y de asma. Sus restos, junto con los de su esposa e hijo, reposan en el Panteón Jardín en la Ciudad de México.

## Informante de la CIA
Díaz Ordaz fue colaborador de la Agencia Central de Inteligencia de los Estados Unidos. Documentos desclasificados de la agencia varias décadas después le asignan el código Litempo-2. Litempo 1 era Emilio Bolaños, un sobrino de Gustavo Díaz Ordaz que podría haber sido el conducto por el cual la CIA entró en contacto con el mandatario cuando este era secretario de Gobernación.
El código Litempo era compuesto por el prefijo LI, que identificaba operaciones en México y Tempo, que identificaba al programa de relación entre la CIA y "altos funcionarios selectos" de México.

## Legado y opinión pública

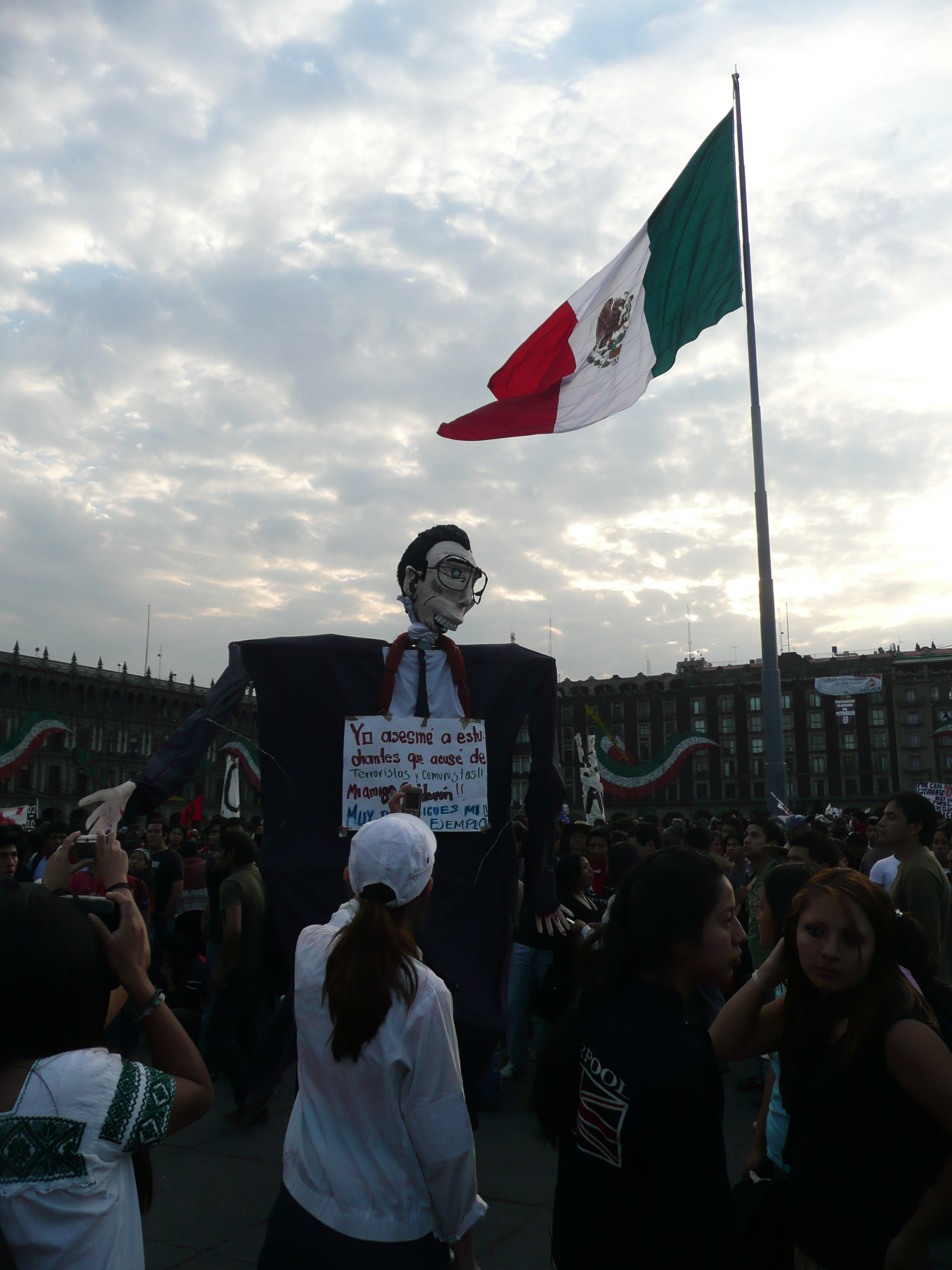
Una efigie de Díaz Ordaz durante una protesta contra el gobierno en 2009.

El municipio de Gustavo Díaz Ordaz en el estado de Tamaulipas lleva el nombre de Díaz Ordaz. El Aeropuerto Internacional de Puerto Vallarta o Aeropuerto Internacional Gustavo Díaz Ordaz también lleva el nombre del expresidente.
Sobre el control férreo que ejerció sobre los medios de comunicación durante su mandato, dice el periodista Jacobo Zabludovsky:

"Le voy a contar una anécdota personal que refleja en gran medida el carácter de Díaz Ordaz, más que muchos libros o testimonios: el día 3 de octubre [de 1968] me llamó por teléfono. Fue la única vez que Díaz Ordaz me llamó por teléfono, aunque habíamos conversado en otras ocasiones. Me habló para preguntarme por qué la víspera había yo aparecido en pantalla con corbata negra. Le dije: 'Señor Presidente, yo uso corbata negra desde hace unos años. No tengo otra, más que negra'. Él estaba muy disgustado."

En una encuesta nacional realizada en 2012, el 27% de los encuestados afirmó que la administración de Díaz Ordaz fue "muy buena" o "buena", el 20% respondió que fue "normal" y el 45% respondió que fue "mala" o "muy mala".
El 1 de octubre de 2018, por orden del gobierno, se retiraron todas las placas conmemorativas del metro de la Ciudad de México, que llevaban el nombre de 'Gustavo Díaz-Ordaz'.
El 2 de octubre de 2022, se intervino una placa con la palabra "asesino", abajo del nombre Gustavo Díaz Ordaz. La placa está ubicada en la Biblioteca Miguel Lerdo de Tejada y fue intervenida por miembros del Comité 68 Pro Libertades Democráticas. Para el comité, tanto Gustavo Díaz Ordaz como Luis Echeverría Álvarez son responsables de la matanza del 2 de octubre de 1968, y por lo tanto: "cada uno de los responsables del genocidio deben ser recordados como la personificación de la violencia de Estado".

### Videos
- Díaz Ordaz y el 68. Documental basado en la obra "Los Sexenios" de Enrique Krauze
- Díaz Ordaz inaugura los Juegos Olímpicos de México 1968
- Díaz Ordaz inaugura la Copa Mundial de Fútbol 1970

| Predecesor: Adolfo López Mateos | Candidato Presidencial del Partido Revolucionario Institucional 1963-1964 | Sucesor: Luis Echeverría Álvarez |

- Datos: Q315637
- Multimedia: Gustavo Diaz Ordaz / Q315637
- Textos: Autor:Gustavo Díaz Ordaz